# The Guild (musikgrupp)
The Guild är en svensk musikgrupp vars musik är en blandning av kollektivistisk folkrock och kanadensisk sextiotalsrock. De har influerats av The Band. Debutalbumet Oh My Guild! släpptes 2006 och de har även släppt singlarna "One of your dreams" och "The man who couldn't learn" från denna skiva.

## Bandmedlemmar
- Sylvester Schlegel (spelade även trummor i The Ark) – gitarr, sång
- Elias Modig – basgitarr, sång
- Fredrik Björling (spelar även i Dungen) – trummor
- Reine Fiske (spelar även i Dungen) – gitarr
- Sunkan Choi (spelar även i Empire Dogs) – keyboard, sång
- Jon Lindkvist – slagverk